# Aquelarre (jogo)
Aquelarre é um RPG espanhol ambientado na época medieval, mais precisamente na Península Ibérica entre os séculos XIII e XIV, e ainda que tenha um ambiente marcadamente histórico, também possui um profundo plano de fundo fantástico. O jogo assume que todos os mitos e lendas daquela época são reais, que o diabo anda entre os mortais e que se trava uma batalha eterna entre duas realidades: a racional (o humano, as ciências, a lógica, o dia) e a irracional (a noite, a loucura, a fantasia, as criaturas lendárias e a magia). Esta é a proposta inicial de Aquelarre: os jogadores interpretarão humanos normais, habitantes da Península, que deverão viver e sofrer na sociedade da época e ao mesmo tempo verem-se afetados, com maior ou menor sorte, por este “enfrentamento” entre realidades.

## O sistema de jogo
O sistema de jogo é inspirado no BRPS (Basic Roleplaying System) criado pela Chaosium. Está baseado num sistema de habilidade percentuais, com uma série de características básicas que determinarão todas as demais. Há certos valores chaves que o jogador não escolhe, sendo determinados aleatoriamente, como a posição social ou sua situação familiar. O sistema de combate é bastante conciso e, ao mesmo tempo, detalhado, também sendo bastante sangrento e realista. A Magia, por outro lado, é complicada, e não é tão fácil levar a cabo feitiços com êxito, como em outros jogos mais fantásticos.

## Ambiente histórico
A época em que se desenvolve, a Idade Média, é um tanto conflituosa. Na Península convivem vários reinos (Castela, Aragão, Portugal, Navarra e Granada) com suas culturas, idiomas e religiões, muitas vezes enfrentados com grandes e custosas guerras. Também estavam a fome e a peste, ocasionadas por um rígido sistema feudal, de senhores e vassalos, em que há um pequeno setor que é proprietário da terra e dos homens que nela trabalham, ficando com toda a riqueza, e outro mais numeroso, que é pobre e ignorante. Neste ambiente, os senhores feudais e a Igreja concentravam quase todo o poder, mas algo estava mudando. Nas grandes cidades se constituiria uma nova classe, a burguesia, pequenos comerciantes que alcançavam um bom nível econômico e já não se conformavam com sua vida simples, aspirando a algo mais. Assim, as motivações dos personagens de Aquelarre poderão incluir melhorar sua qualidade de vida, ou no caso daqueles que já a têm, garantir sua continuidade.

## A Magia
Em Aquelarre a magia está na ordem do dia. As bruxas realmente existem e preparam estranhas poções em seus caldeirões, para fins tão terrenos quanto a virilidade ou para outros mais elevados, como a comunicação com espíritos. Ainda que os jogadores possam deixar que seus personagens conheçam e utilizem a magia, devem levar em conta que, nesta época, tudo aquilo que é sobrenatural ou mágico (o irracional) é considerado pela maioria das pessoas (a racional) como algo demoníaco e absolutamente proibido. Assim, deverão ter cuidado com a Fraternitas Vera Lucis – autêntico antecedente histórico da Inquisição – uma sociedade secreta destinada a exterminar todo indício do mundo irracional. Evidentemente que qualquer confissão ou alarde da posse de faculdades mágicas acarreta a imediata pena de morte, seja ela na forca ou na fogueira, dependendo do reino ou da autoridade da vez.

## Mitologia ibérica
A Península Ibérica tem uma riquíssima mitologia, repleta de curiosas criaturas e enigmáticas lendas. Cada região tem as suas próprias lendas locais e há outras de maior amplidão territorial. Aos já clássicos duendes (principalmente em Castela), somam-se outras criaturas muito mais pitorescas, como os Follets (catalães), os Idixta (bascos), as ondinas (presentes nas fontes naturais de água) e outras muito mais terríveis, obscuras e perigosas de procedência infernal. Todas elas estão presentes no jogo.

## O Céu e o Inferno
Outro dos principais pontos dentro do jogo é a complexidade do pano de fundo demoníaco. Além de Lúcifer e um par de príncipes, existe toda uma corte de demônios menores e criaturas maléficas, estando bastante organizadas. Há demônios superiores (da destruição, da inveja, da luxúria, do domínio, das riquezas, da magia negra) secundados pelos chamados demônios elementais (gnomos, ígneos, íncubos e súcubos, ondinas, silfos e sombras).

## História do jogo
Desde sua primeira edição até o momento, Aquelarre passou por três editoras: Joc Internacional, La Caja de Pandora e Proyectos Editoriales Crom. A primeira editou o manual original e sete suplementos, entre eles um escudo, um bestiário, um especialmente dedicado a Catalunha e uma ampliação para jogar o renascimento. O último destes, Villa y Corte permitia ampliar o jogo até o século XVI, jogando em Madri, a capital do Império de Carlos V. O jogo foi reeditado com muitas melhorias, com a inclusão do Villa y Corte e outras regras que apareceram em outros suplementos, surgindo então pelas mãos da Caja de Pandora a segunda edição.
Para alguns fãs a troca dos ilustradores não foi positiva, passando de um estilo medieval a um estilo mangá que não combinava com o espírito do jogo. Sem dúvida teve seus bons pontos, uma nova edição colorida e a edição de alguns suplementos como, por exemplo, os dedicados a Navarra e a Galícia.
Por último houve uma nova troca editorial e se reeditou Aquelarre, com o subtítulo de La Tentación. Foram editados muito mais suplementos que antes, dedicados a profissões específicas (médicos, inquisidores, alquimistas), ao reinos de Granada, uma série de novas campanhas e a reedição dos suplementos, editados pela Proyectos Editoriales Crom.
Está última também acabou fechando, pelo que atualmente o jogo está nas mãos de seu criador Ricard Ibañez e dos fãs que continuam dando suporte e difusão ao jogo, reunidos em uma lista de discussão oficial.

## Manuais e suplementos
- Aquelarre (Joc 1990).
- Lilith (Joc 1991).
- Rerum demoni (Joc 1992).
- Danza Macabra (Joc 1992) reeditado por Crom em 2002.
- Rinascita (Joc 1993).
- Dracs (Joc 1994).
- Villa y Corte (Joc 1996).
- Aquelarre Segunda Edición (Caja de Pandora 1999).
- Mitos y Leyendas Vol.0 + Pantallas (Caja de Pandora 2000).
- Mitos y Leyendas Vol.I Ad Intra Mare I (Caja de Pandora 2000).
- Mitos y Leyendas Vol.II Ad Intra Mare II (Caja de Pandora 2000).
- Mitos y Leyendas Vol.III Ultreya (Caja de Pandora 2000).
- Aker Codex: Fogar de Breogan (Caja de Pandora 2000).
- Aker Codex: Jentilen Lurra (Caja de Pandora 2000).
- Aquelarre: La tentación (Caja de pandora 2001).
- Codex Inquisistorius. El Tribunal de la Santa Inquisición (Crom 2002).
- La Fraternitas de la Vera Lucis (Crom 2002).
- La Danza Macabra y otros relatos... + Pantallas (Crom 2002).
- Al Andalus (Crom 2002).
- Medina Garnatha (Crom 2002).
- Jentilen Lurra (Crom 2002).
- Ars Medica (Crom 2002).
- Grimorio (Crom 2002).
- Fogar de Breogan (Crom 2002).
- Sefarad (Crom 2003).
- Aquelarre Apócrifo (Crom 2003).
- Ars Carmina. El libro secreto de los juglares (Crom 2003).
- Ars Magna. El libro secreto de los alquimistas (Crom 2003).
- Descriptio Cordubae (Crom 2003).
- Aquelarre La Tentation (Crom 2003) edição em francês do regulamento básico.

## Outras leituras
- Rolato Amadeo (Crom 2002).
- Rolato El Sacamantecas (Crom 2002).
- Rolato Juicio de Dios (Crom 2002).
- Rolato Lobos de Castrove (Crom 2002).
- Rolato Amanda Trémula (Crom 2002).